# Gabrielle d'Estrées e sua sorella
Gabrielle d'Estrées e sua sorella, o Gabrielle d'Estrées e una delle sue sorelle (Gabrielle d'Estrées et une de ses sœurs), è un dipinto di un autore sconosciuto della scuola di Fontainebleau, creato intorno al 1594. Quest'olio su tavola di quercia è conservato dal 1937 al museo del Louvre, che lo acquistò dalla collezione della signora Goubert de Guestre.

## Descrizione
Due grandi tende di seta rossa aperte (probabilmente di un baldacchino) incornicia due giovani donne nude in una vasca da bagno riempita probabilmente di vino o di latte per le loro proprietà ringiovanenti e non d'acqua, perché in quell'epoca della "toeletta secca" la società di corte evitava questo elemento accusato di "trasmettere delle malattie aprendo i pori della pelle". La vasca da bagno è ricoperta da un telo bianco leggero e tradizionale che ammorbidisce il contatto e il cui colore attenua la freddezza della pelle di porcellana delle due donne che mettono in mostra il loro fascino.
La donna a sinistra, forse la duchessa di Villars Julienne d'Estrées, come menzionato in un'iscrizione su una copia successiva del quadro, pizzica il seno dal capezzolo roseo di sua sorella Gabrielle d'Estrées, mentre il braccio destro è appoggiato sul bordo della vasca. Gabrielle d'Estrées tiene con la punta delle dita della mano destra quello che potrebbe essere l'anello di incoronazione di Enrico IV, che glielo offrì il 2 marzo 1599 (come promessa di matrimonio, che fece scandalo alla corte), mentre l'altra mano riposa sul bordo della vasca. Le due donne dal volto ovale hanno il collo nudo, senza delle collane, il che rinforza il loro aspetto altezzoso, ma le perle degli orecchini ne sottolineano il rango. Le loro capigliature sono molto simili e differiscono solo per il colore naturale dei capelli (bruni per Julienne, biondi per Gabrielle).
Dietro le due donne c'è un'altra tenda rossa che nasconde parzialmente lo sfondo nel quale si trova una sarta, forse una nutrice. Si vedono anche dei mobili ricoperti da un lenzuolo di velluto verde nonché un camino con il fuoco ardente. Sopra il camino è appeso un quadro parzialmente visibile che mostra la parte inferiore del corpo di un uomo nudo con una striscia rossa che nasconde i genitali.

## Significato

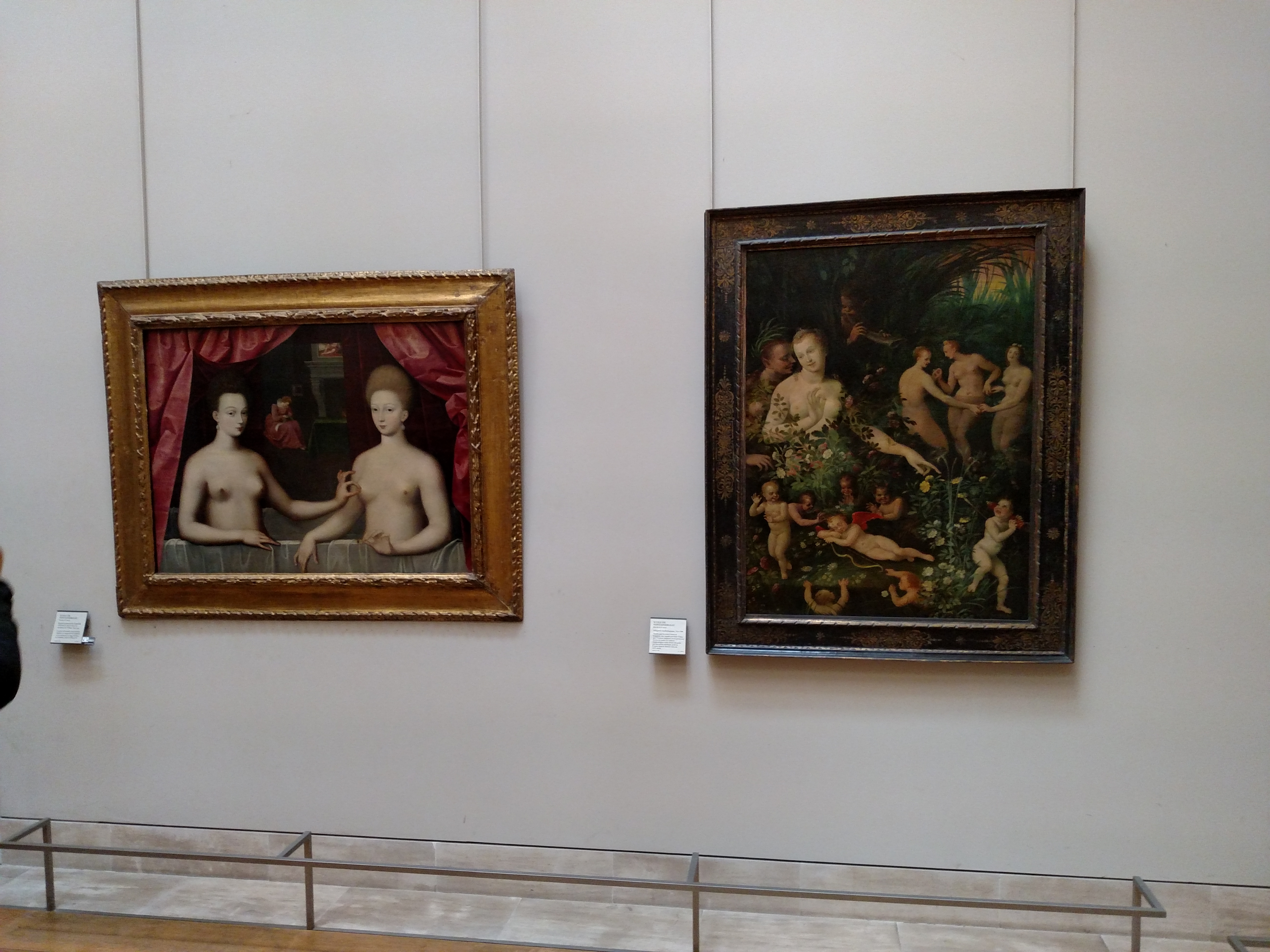
Il dipinto esposto al Louvre.

Anche se questo quadro erotico è tanto più sconvolgente quanto è più misterioso, il capezzolo pizzicato di Gabrielle d'Estrées viene spesso interpretato come un segno della sua gravidanza o al fatto che ha appena fatto nascere un bambino. Infatti, ella partorì nel giugno del 1594 Cesare di Vendôme, un bambino presentato come il figlio che avrebbe avuto con Enrico IV. Secondo questa interpretazione, la sarta sta preparando dei vestiti per il bambino e il ritratto del camino potrebbe essere quello del padre. Inoltre il pizzicotto sul capezzolo attira l'attenzione sulla fonte del latte materno per il nascituro o il neonato. L'anello è un regalo di fidanzamento che richiama la promessa di matrimonio di Enrico IV. Lo sfondo presenta un interno sinistro che potrebbe evocare la morte ventura di Gabrielle attraverso la tenda rosso sangue, il camino con una fiamma fioca, lo specchio scuro che non riflette più niente e il mobile ricoperto di velluto verde, il colore preferito di Gabrielle.
Un'altra interpretazione sostiene che il quadro è l'ultimo di una serie che rappresenta la successione delle amanti di Enrico IV sul tema identico della "signora al bagno". Dato che l'uomo rappresentato nel quadro al di sopra del camino non sarebbe Enrico IV, solo la parte inferiore del corpo viene mostrata. È in ques'ottica che lo scrittore Wolfram Fleischhauer avanza l'ipotesi nel suo romanzo Un enigma color porpora (Die Purpurlinie) che la donna a sinistra non sia la sorella di Gabrielle, bensì Henriette d'Entragues, la favorita successiva di Enrico IV alla quale anche questi promise il matrimonio.

## Opere derivate
Il tema della "signora al bagno" venne ripreso in una serie di quadri che rappresentano Gabrielle d'Estrées e che si ispirano a quello di François Clouet realizzato nel 1571 circa. Questo primo dipinto, la Dama al bagno, è ritenuto un ritratto presunto di Diana di Poitiers, Maria Stuarda o di Marie Touchet, e raffigura l'effigiata in una vasca da bagno, mentre dietro una nutrice allatta un neonato. Di quest'opera di Clouet esiste anche una seconda versione degli inizi del XVII secolo. Per quanto riguarda il quadro delle sorelle d'Estrées, ne esistono due varianti che si differenziano dal dipinto originale. La prima variazione è conservata nel museo nazionale del castello di Fontainebleau e la seconda alla galleria degli Uffizi di Firenze. Nella prima variazione Gabrielle indossa una collana di perle che ricade sul petto a mo' di rosario e rivolge lo sguardo altrove, mentre la duchessa di Villars è ritratta di schiena, mentre si gira verso lo spettatore. Dietro di loro è inoltre presente la stessa balia del quadro di Clouet del 1571. Nella seconda variazione le tende in secondo piano sono chiuse, cancellando lo sfondo. Gli sguardi di Gabrielle e della sorella sono identici a quelli del dipinto precedente, e sono i gesti che cambiano: Gabrielle d'Estrées tiene tra le dita l'anulare della mano sinistra della sorella, mentre questa non è più a mezzo busto, ma si alza fino all'altezza delle natiche. Data la sua fama, Gabrielle d'Estrées e sua sorella è anche un'opera molto parodiata nell'epoca contemporanea.

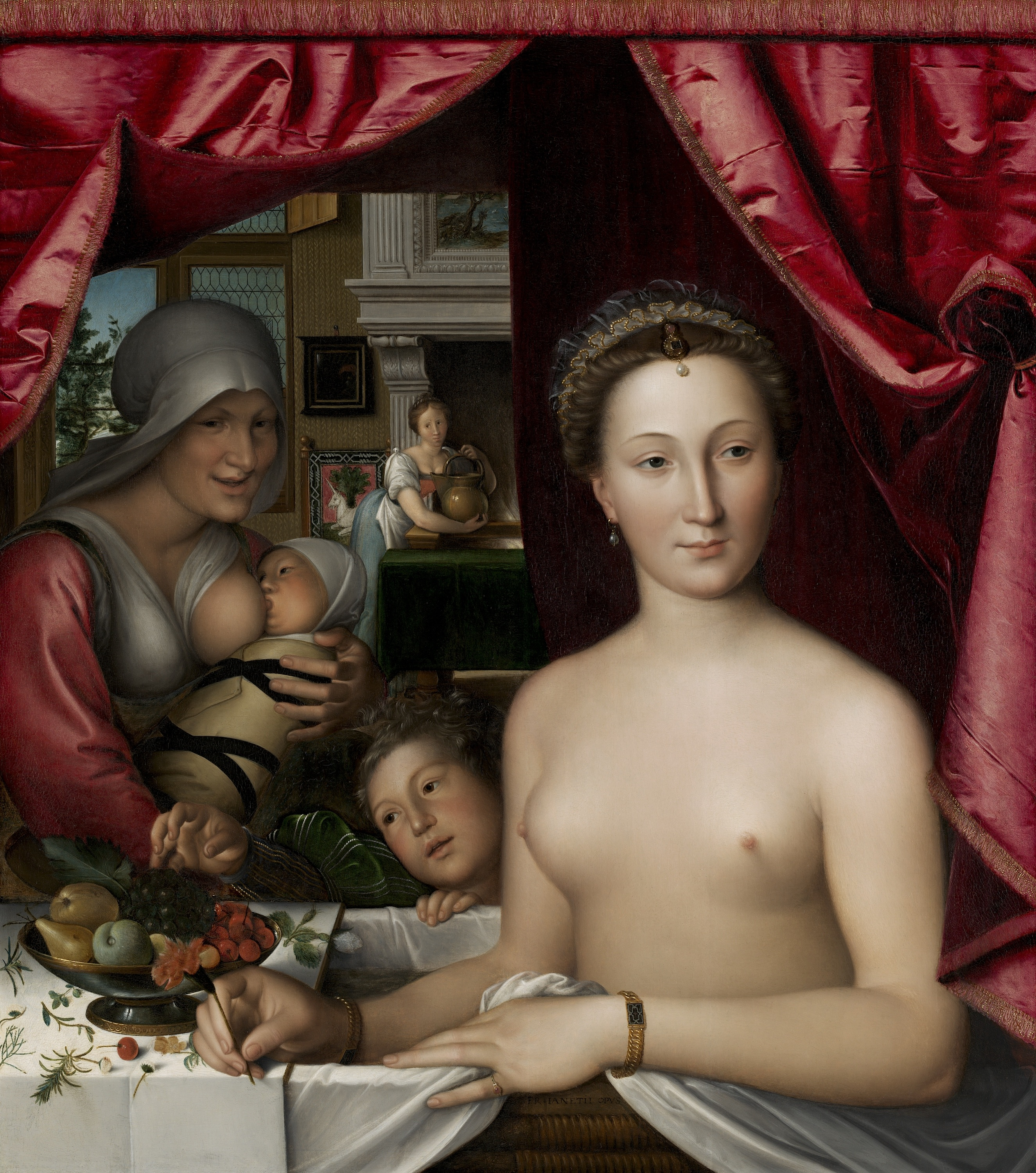
François Clouet, Dama al bagno, 1571 circa
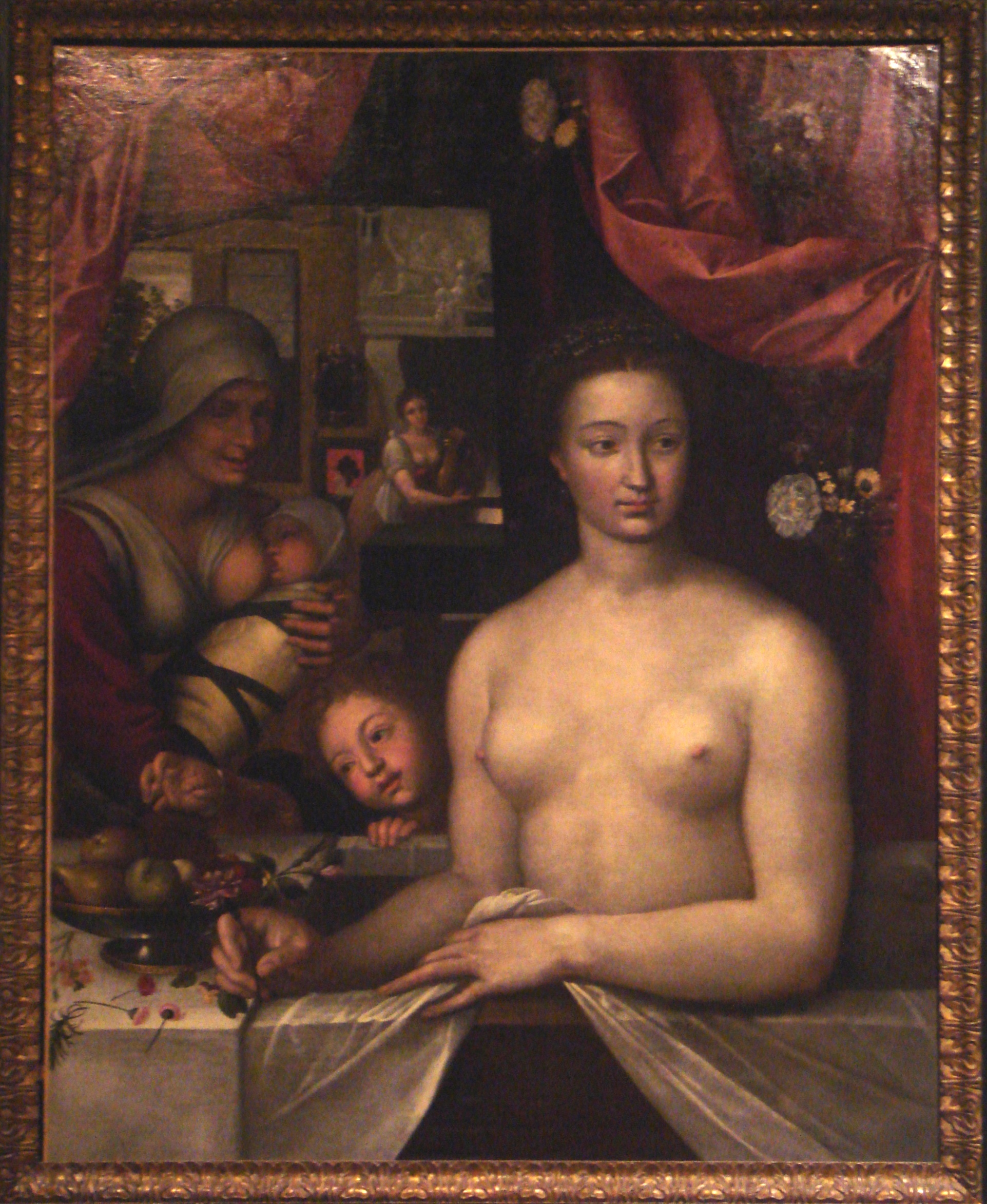
Seconda versione della Dama al bagno, inizi del XVII secolo
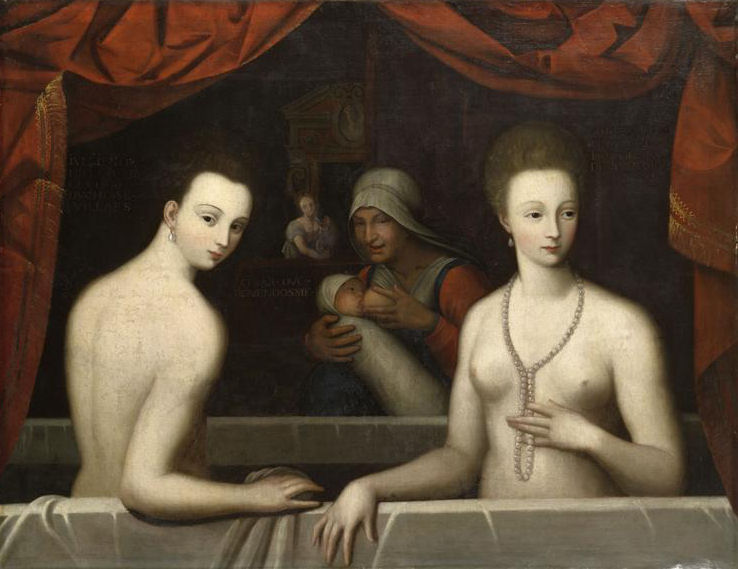
Gabrielle d'Estrées e la duchessa di Villars, fine del XVI secolo
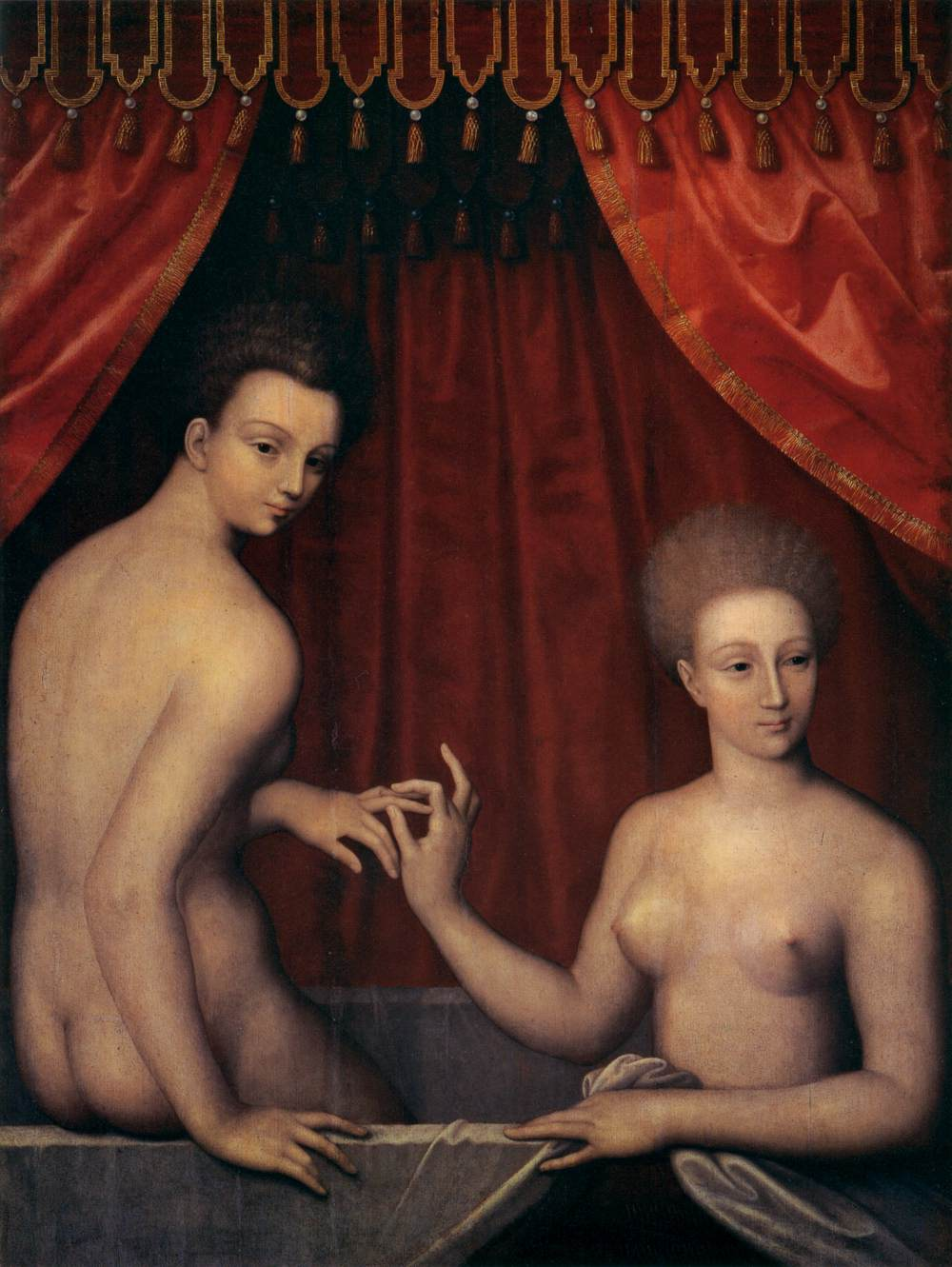
Gabrielle d'Estrées con una delle sorelle al bagno, fine del XVI secolo